# 沃奇河
沃奇河是俄羅斯的河流，屬於北克利特馬河的左支流，由彼尔姆边疆区和科密共和國負責管轄，河道全長151公里，流域面積1,710平方公里，河水主要來自融雪。